# Berliner Torturm (Altlandsberg)

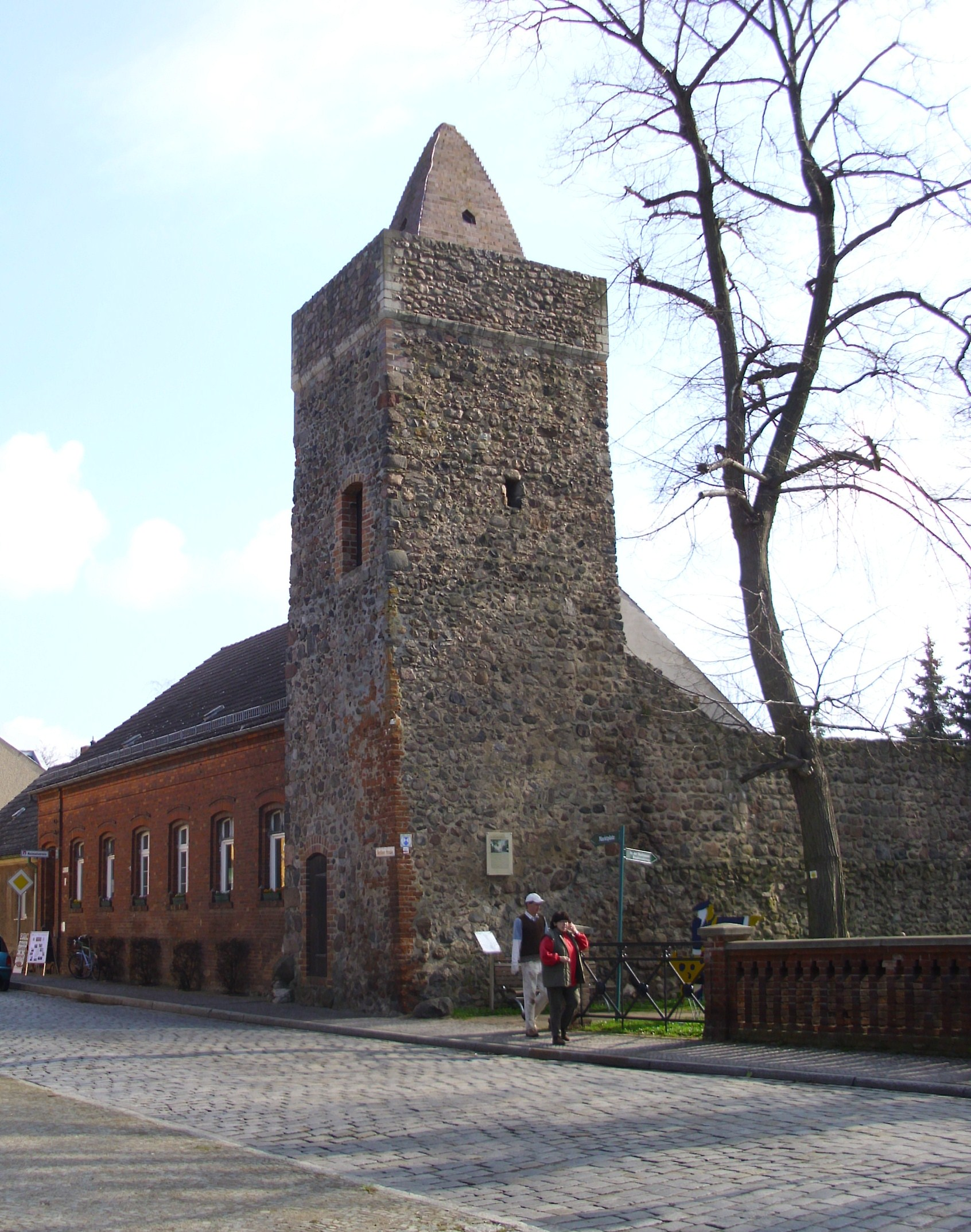
Berliner Torturm

Der Berliner Torturm ist der älteste Teil der Stadtbefestigung von Altlandsberg, einer Stadt im Landkreis Märkisch-Oderland in Brandenburg.
Im 13. Jahrhundert entstand die heute teilweise noch erhaltene Stadtbefestigung von Altlandsberg. Auf einem 22 Meter langen Sockel befand sich einst eine 1,2 Meter breite und 7 Meter hohe Hauswand aus Feldsteinen. Im 14. Jahrhundert setzte man auf diese Wand einen Torbau sowie die Stadtmauer an, auf deren Giebel ein 18 Meter hoher Turm mit einem Pyramidenhelm errichtet wurde. 1820 entfernte man den Torbau.
Der Berliner Torturm kann als Aussichtsturm bestiegen werden und bietet einen guten Blick auf die Altstadt.
→ Siehe auch Strausberger Torturm